# Mathias Torstensen
Mathias Torstensen   (Tønsberg, 1 de novembre de 1892 - Bærum, 9 de juliol de 1975) va ser un remer noruec que va competir a començaments del segle xx.
El 1912 va prendre part en els Jocs Olímpics d'Estiu d'Estocolm, on va disputar la competició del quatre amb timoner del programa de rem. Quedà eliminat en semifinals i se li atorgà la medalla de bronze.